# 니키차 옐라비치
니키차 옐라비치(크로아티아어: Nikica Jelavić, 1985년 8월 27일, 유고슬라비아 차플리나 ~ )는 크로아티아의 은퇴한 축구 선수로서, 포지션은 스트라이커였다.

## 축구인 경력

### 선수 경력
2002년 하이두크 스플리트와 계약을 체결하였으며 2002-03 시즌 2경기에 출전하며 성인 무대에 데뷔하였다. 2005-06 시즌 9경기에 출전하여 3골을 기록하며 주목받기 시작하였고 2006-07 시즌엔 22경기에 출전하여 입지를 넓혔다. 2007년 벨기에의 SV 쥘터 바레험으로 이적하였으나 인상적인 활약을 펼치지 못했고 2008년 SK 라피트 빈으로 이적하였다. 2009-10 시즌 리그 33경기에 출전하여 18골을 기록하였고 유로파리그에서도 9골을 성공시키는 준수한 활약을 펼친 후 스코틀랜드의 명문 레인저스 FC로 이적하였다.
레인저스에서 2시즌 간 30골을 넣으며 레스터 시티 등 잉글랜드 팀들의 관심을 받기 시작하였고 2012년 1월 에버턴 FC로 이적하였다. 이적이 확정되고 며칠 후 곧바로 데뷔전을 치른 옐라비치는 3월 10일 토트넘과의 경기에서 데뷔골을 꽂아 넣었고 리버풀, 맨체스터 유나이티드와의 경기에서 득점포를 연이어 가동하며 에버턴의 화력에 기름을 부었다. 옐라비치는 클럽 역사상 1977-78 시즌 이후 원정 5경기 연속 득점을 기록한 첫 선수가 되었고 풀럼과의 경기에서 득점한 이후엔 에버턴 역사상 100년 만에 10골에 최소 경기 10골 달성 기록을 경신하였다.

## 국가대표팀
옐라비치는 UEFA 유로 2012에 출전해 아일랜드와의 첫 경기에서 추가골을 넣고 팀의 3-1 완승을 이끌었다.

## 수상
하이두크 스플리트
- 프르바 HNL : 2003-04, 2004-05
- 크로아티아 컵 : 2002-03
- 크로아티아 슈퍼컵 : 2003-04, 2004-05

 레인저스
- 2010-11 스코틀랜드 프리미어리그 우승
- 2010-11 스코틀랜드 리그 컵 우승

 에버턴
- 2012년 3월 FA 컵 이달의 선수상
- 2012년 4월 프리미어리그 이달의 선수상
- 2012년 4월 에버턴 이달의 선수
- 2011-12 에버턴 최다 득점자